# Cyclo-club de Nogent-sur-Oise

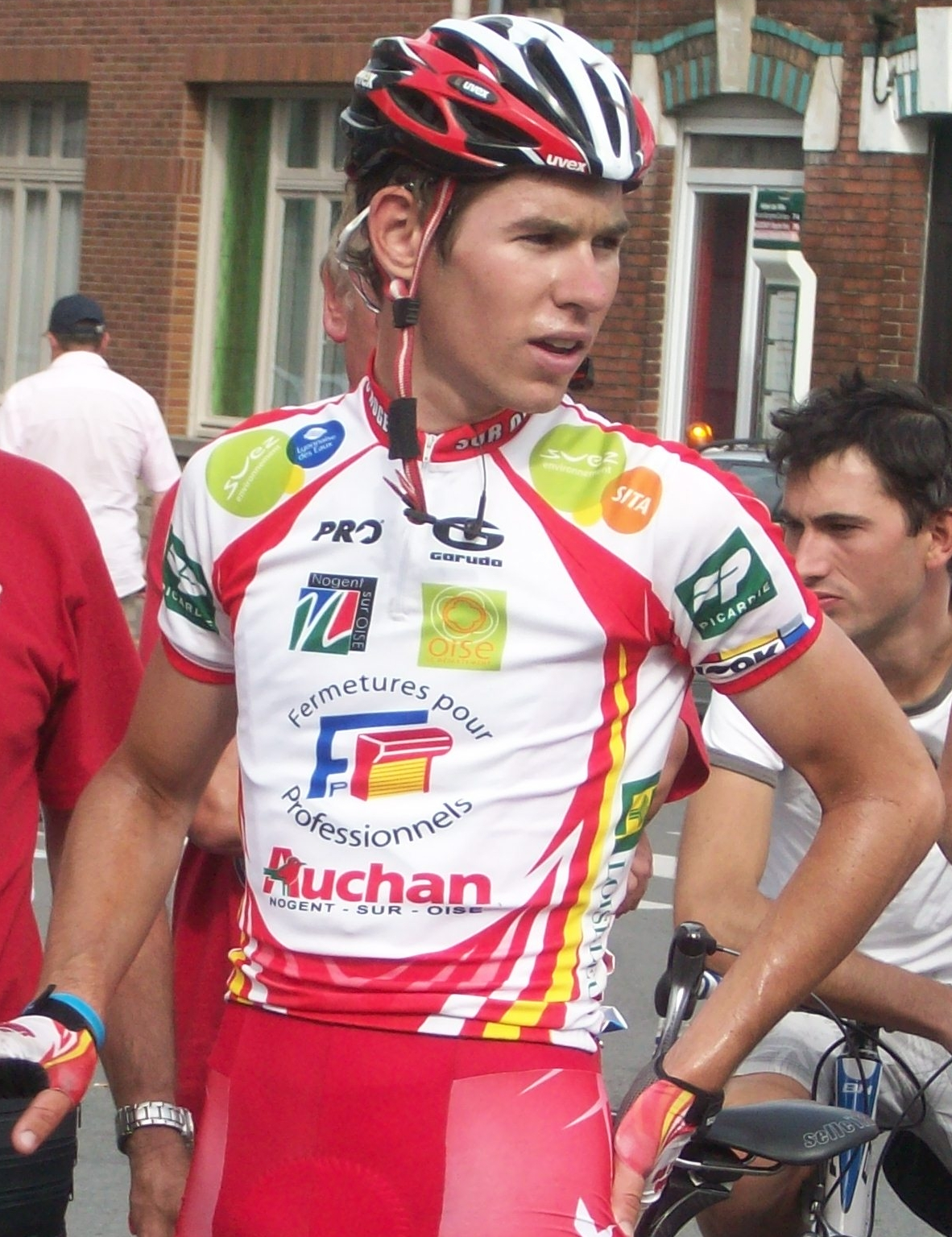
Arnaud Molmy lors du Grand Prix de Pérenchies 2009.

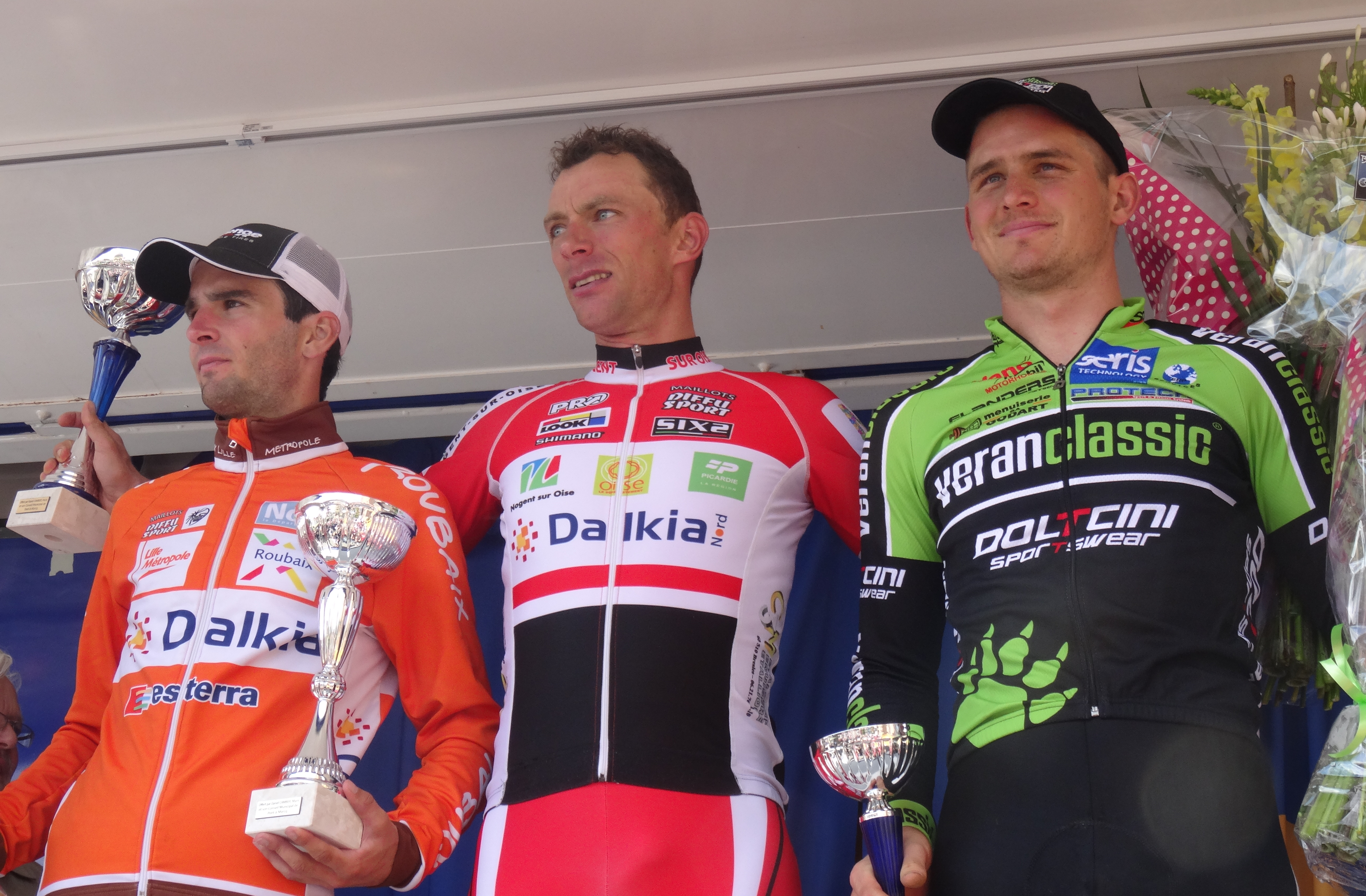
Podium de l'édition 2014 de la Ronde pévéloise : Baptiste Planckaert (2e), Benoît Daeninck (1er) et Cameron Karwowski (3e).

Le Cyclo-club de Nogent-sur-Oise (CC Nogent-sur-Oise), est un club de cyclisme basé à Nogent-sur-Oise, dans le département de l'Oise dans la région Hauts de France. Il a été créé le 21 septembre 1948 et fait partie de la Division nationale 1 de la Fédération française de cyclisme en cyclisme sur route. Il a notamment remporté la Coupe de France des clubs en 2006, Romain Feillu terminant cette année-là à la première place du classement FFC. Le club revendique également 256 titres de champions de Picardie et 42 coureurs professionnels issus de ses rangs.
Le club organise le Grand Prix de la ville de Nogent-sur-Oise, course figurant au calendrier de l'UCI Europe Tour depuis 2005.

## Championnats nationaux
- Championnats de France sur piste : 7
  - Demi-fond : 2012 et 2013 (Benoît Daeninck)
  - Course aux points : 2014 (Marc Fournier)
  - Course aux points espoirs : 2013 (Marc Fournier)
  - Course à l'américaine : 2014 (Marc Fournier et Benoît Daeninck)
  - Poursuite par équipes : 2016 (Corentin Ermenault, Benoît Daeninck et Adrien Garel)
  - Scratch : 2022  (Nicolas Hamon)
- Championnats d'Irlande sur route : 1
  - Contre-la-montre : 2020 (Conn McDunphy)

## Saisons précédentes

Portraits
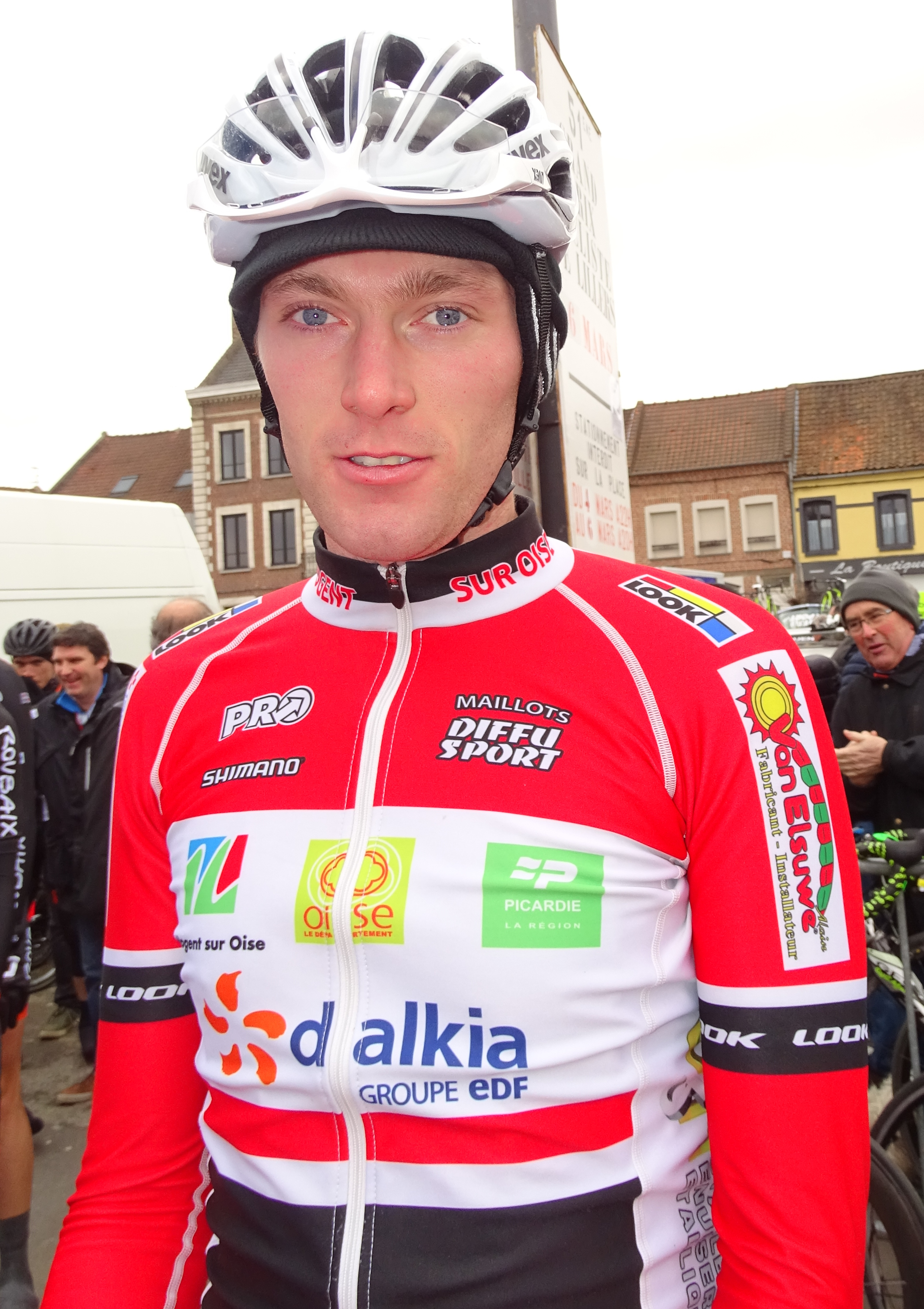
Romain Bacon.
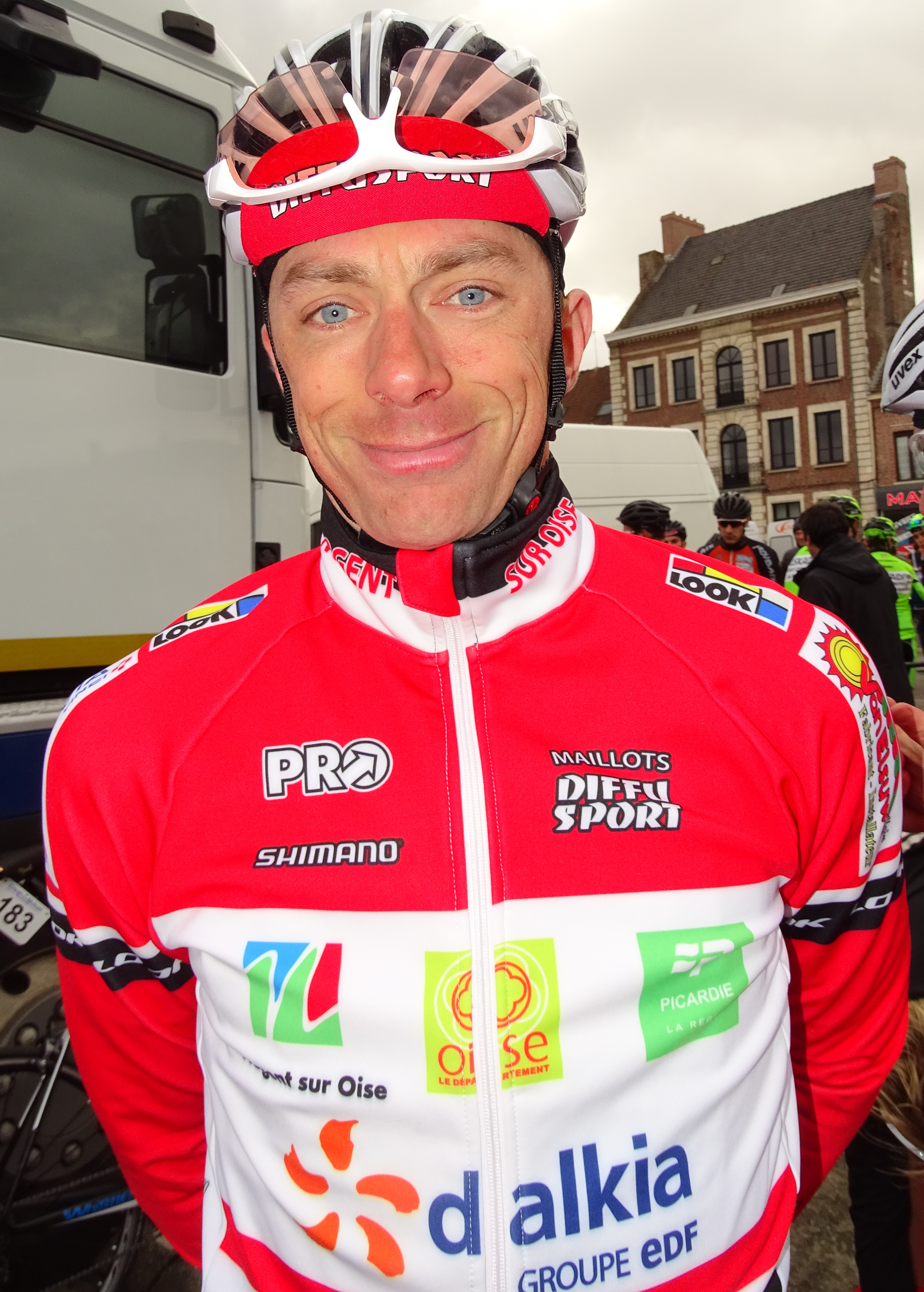
Benoît Daeninck.
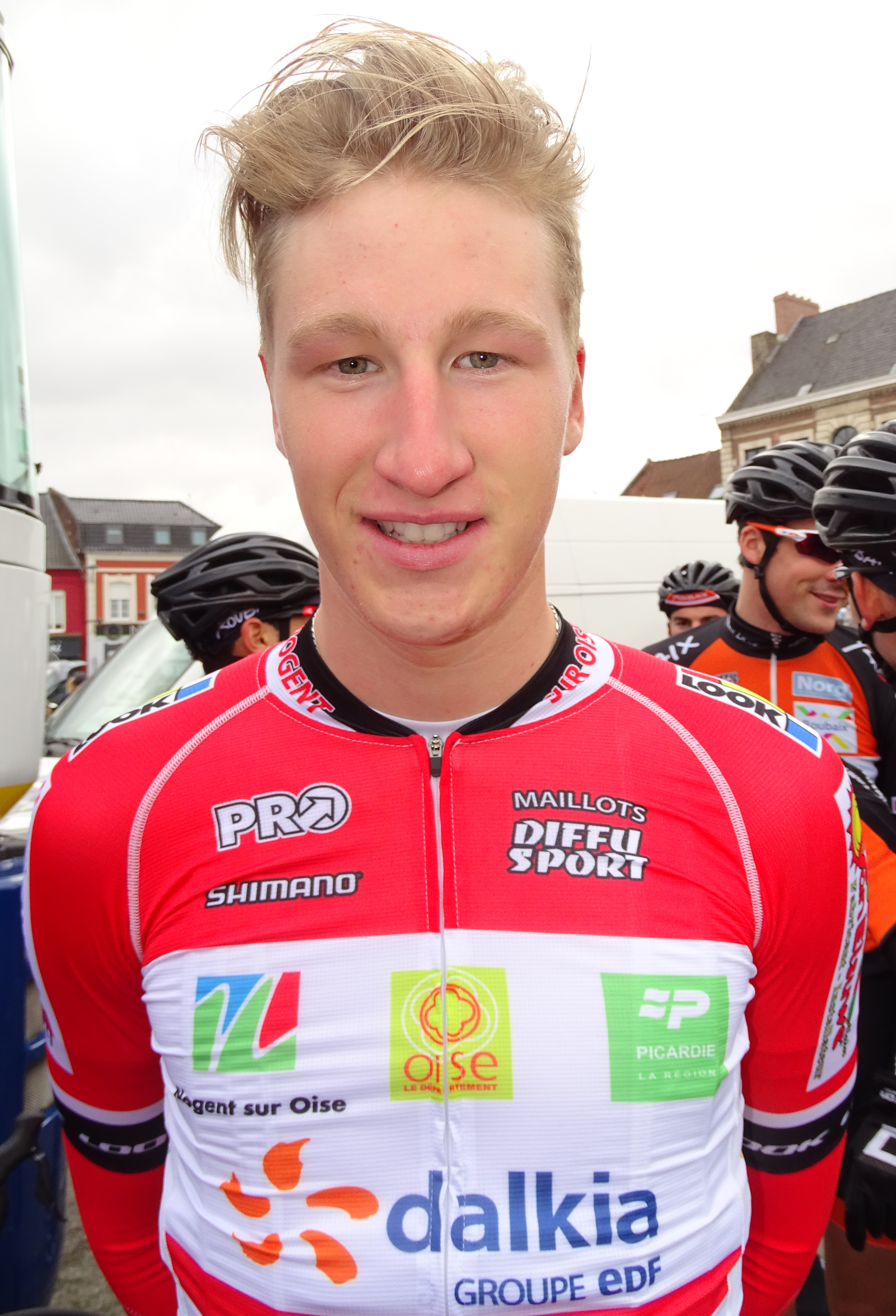
Corentin Ermenault.
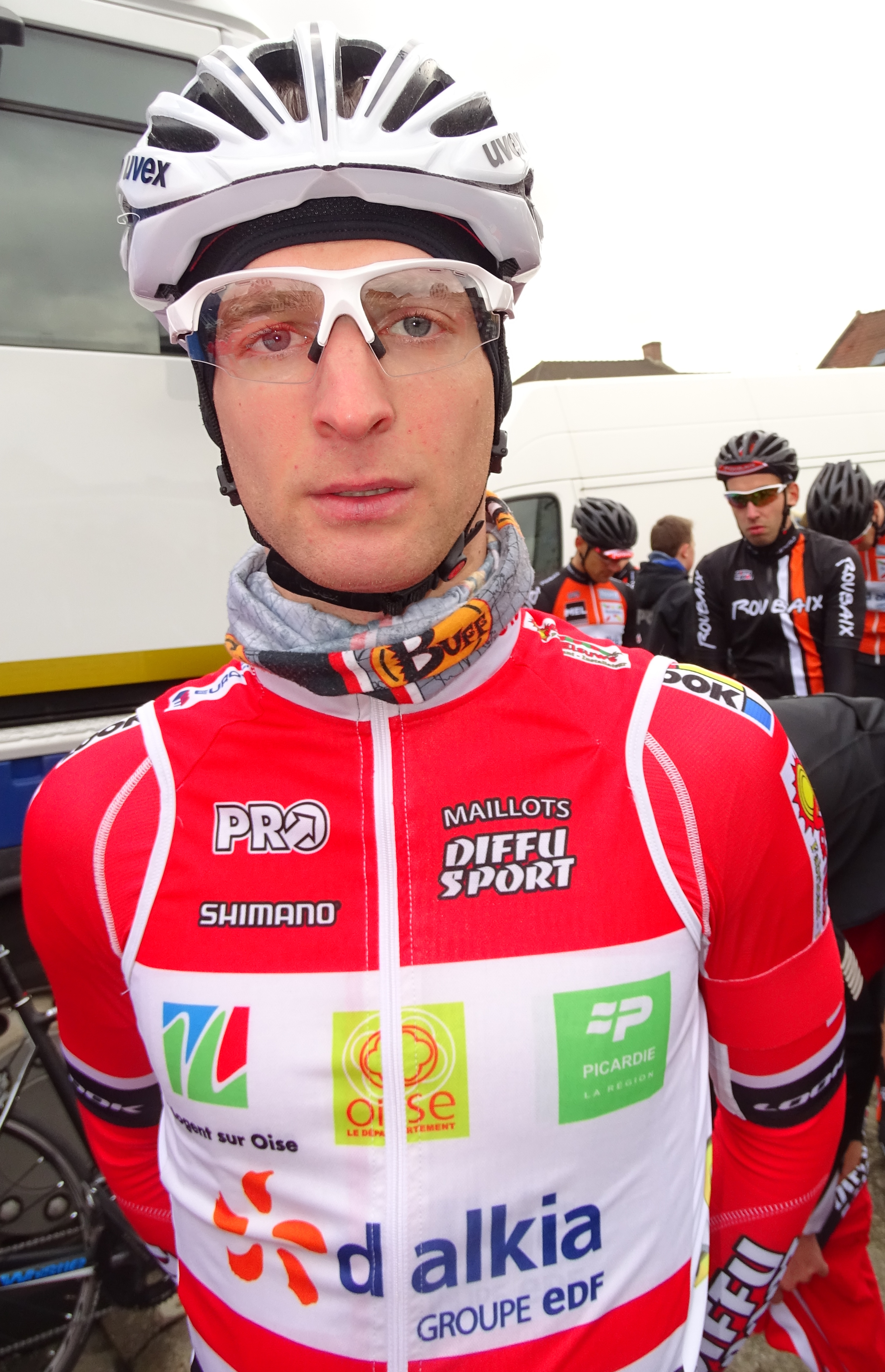
Nicolas Garbet.
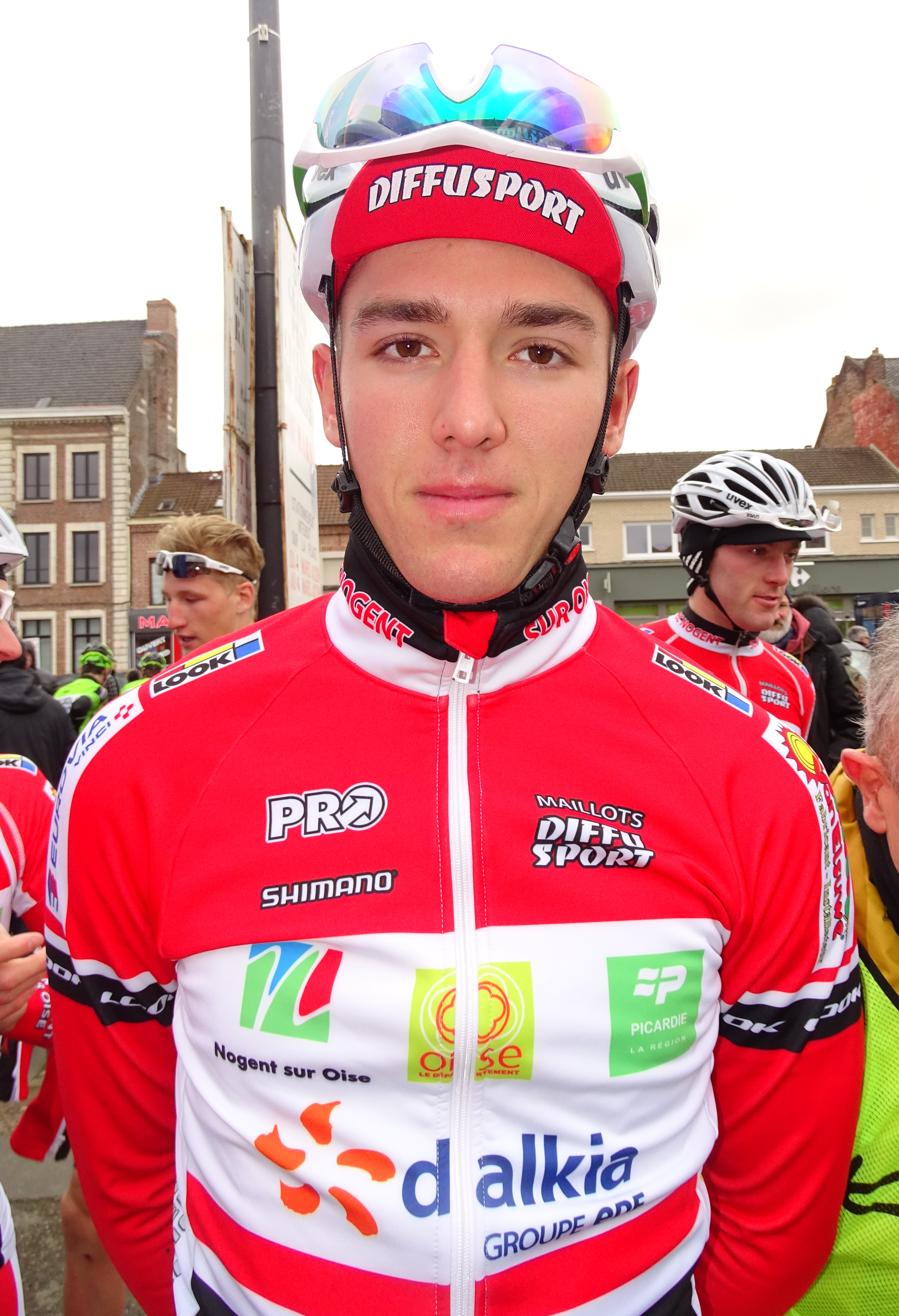
Vincent Ginelli.
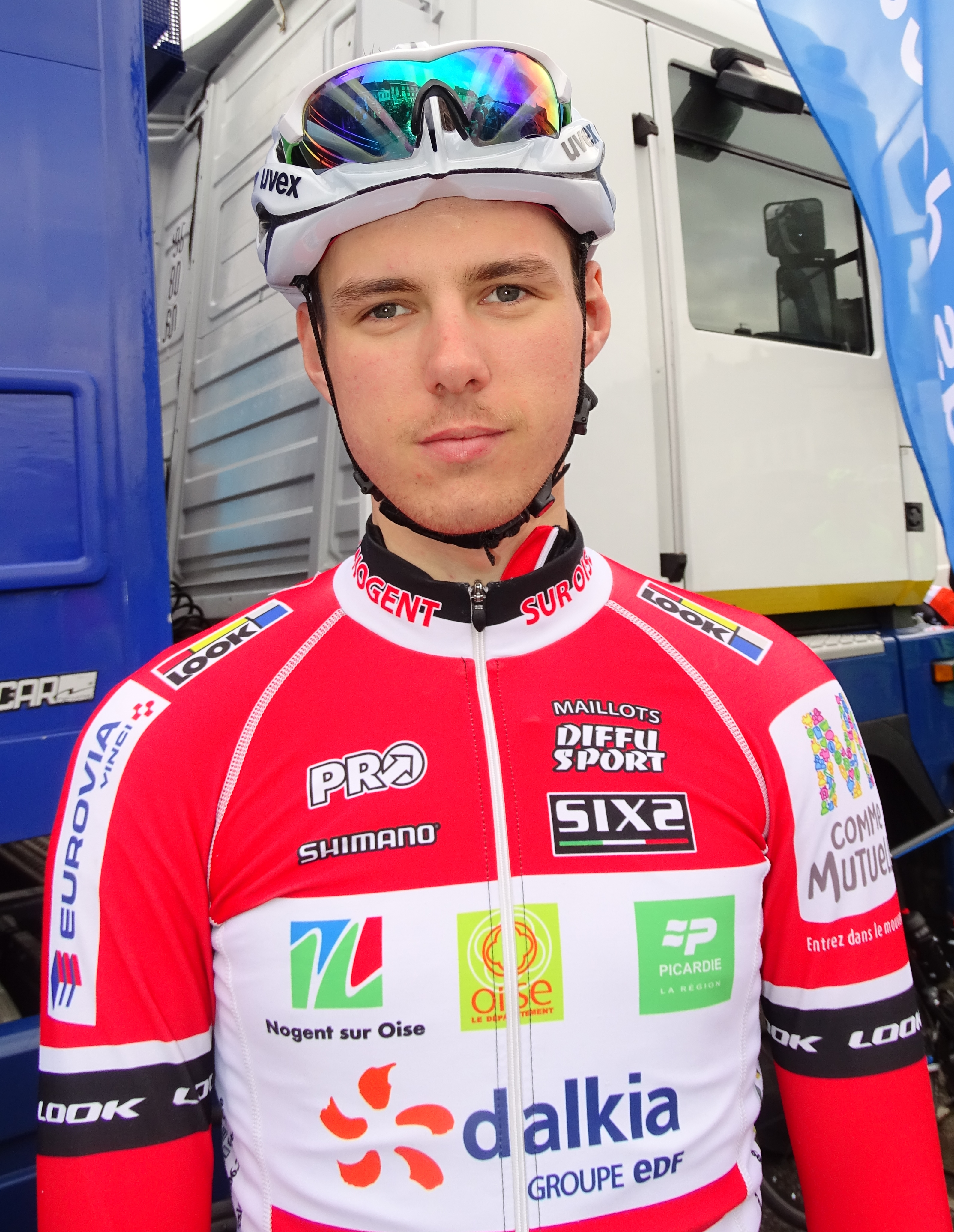
Jérémy Lecroq.
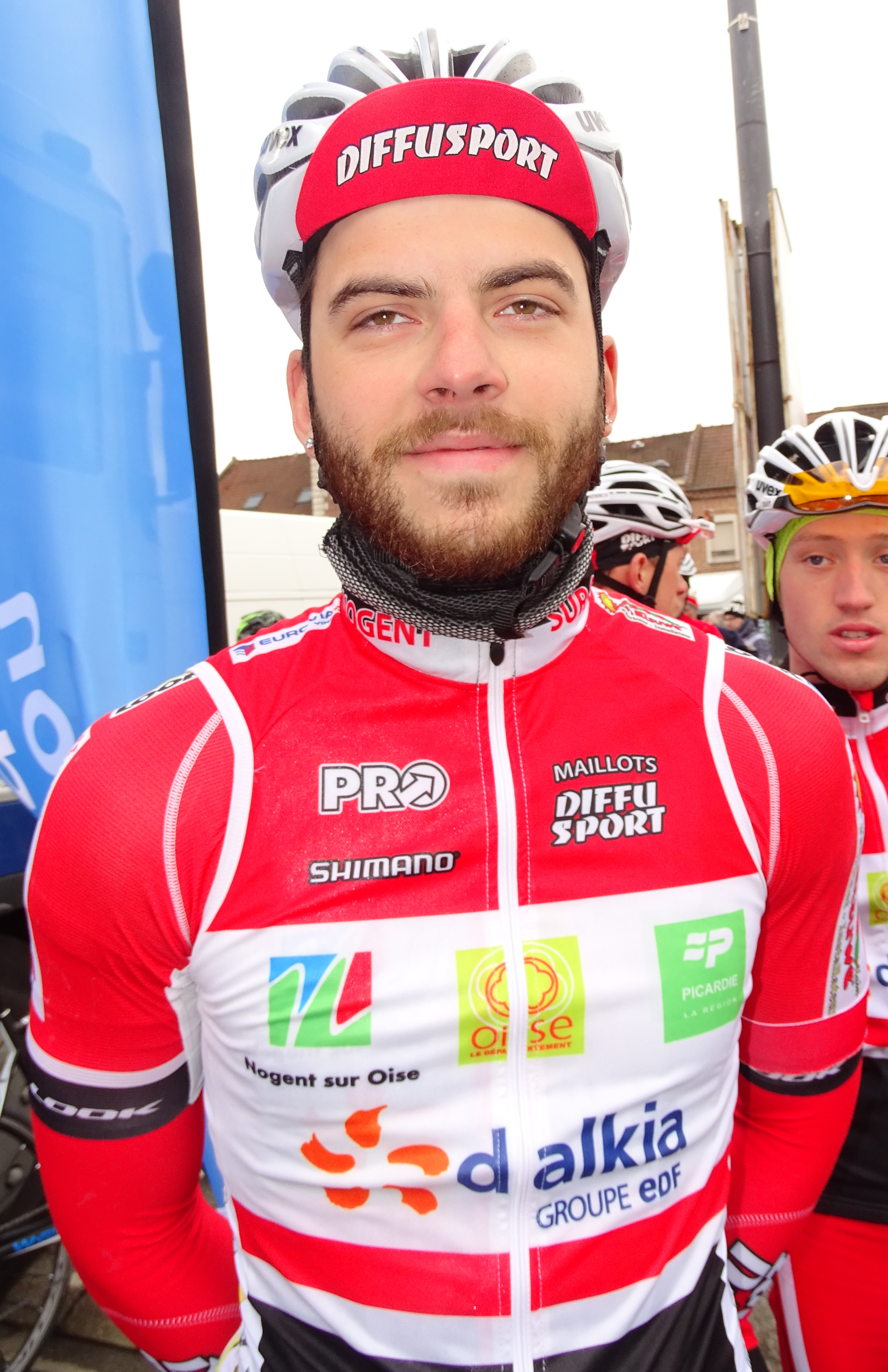
Dany Maffeïs.
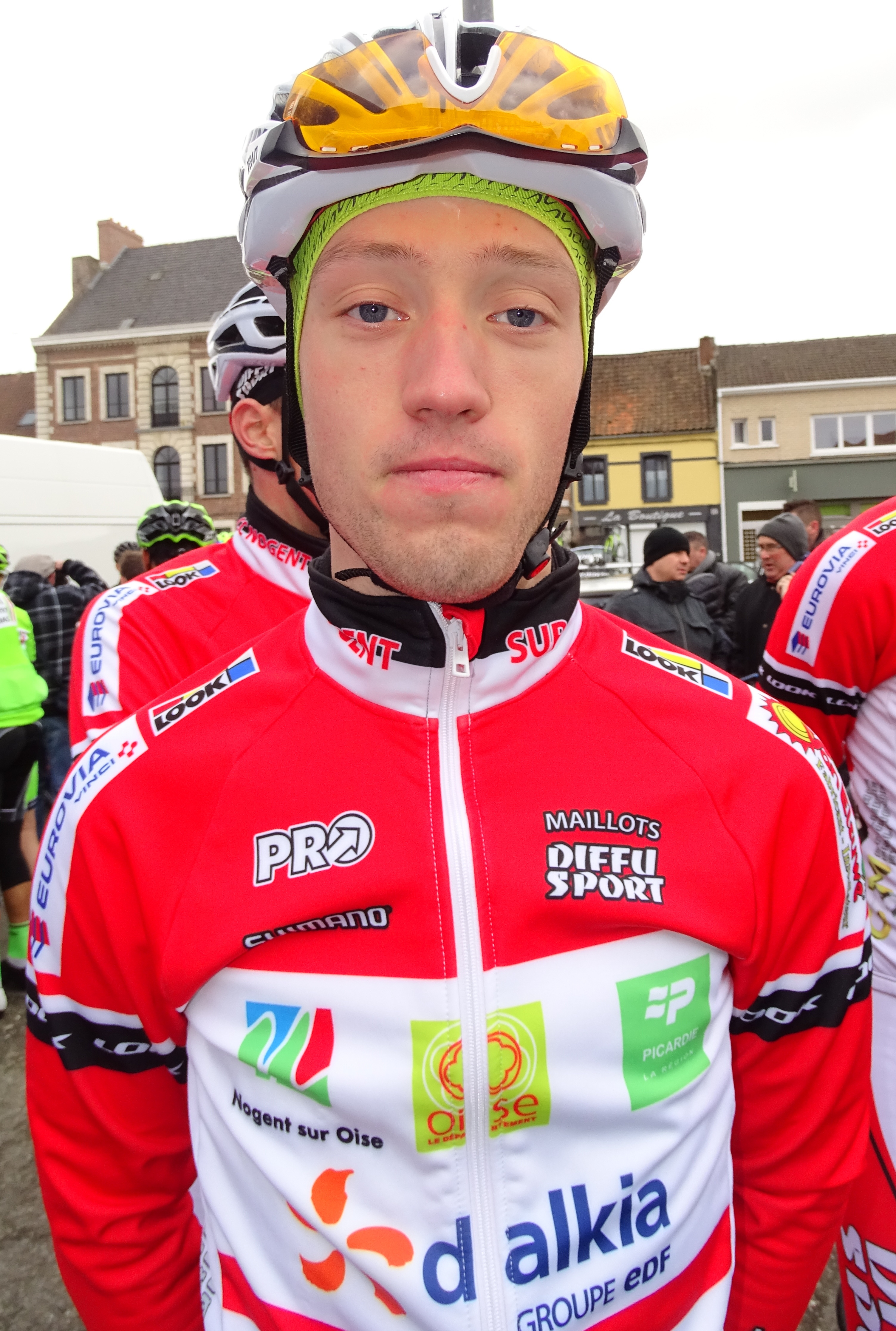
Julien Van Haverbeke.

## CC Nogent-sur-Oise en 2017[1]

### Effectif
| Cycliste            | Date de naissance | Nationalité | Équipe 2017                           |  |
| ------------------- | ----------------- | ----------- | ------------------------------------- |  |
| Alex Aze            | 4 janvier 1999    | France      | Argenteuil Val de Seine Cyclisme 95   |  |
| Romain Bacon        | 8 mars 1990       | France      | CC Nogent-sur-Oise                    |  |
| Adrien Carpentier   | 18 mars 1996      | France      | VC Rouen 76                           |  |
| Flavien Dassonville | 16 février 1991   | France      | HP BTP-Auber 93                       |  |
| Nicolas Garbet      | 14 août 1991      | France      | CC Nogent-sur-Oise                    |  |
| Maxime Gressier     | 21 avril 1998     | France      | Sunweb Development                    |  |
| Sébastien Havot     | 15 août 1996      | France      | CC Nogent-sur-Oise                    |  |
| Rémi Huens          | 1er janvier 1999  | France      | Olympique Grande-Synthe U19 Formation |  |
| Kévin Lalouette     | 18 février 1984   | France      | CC Nogent-sur-Oise                    |  |
| Antoine Leplingard  | 23 mars 1995      | France      | VC Pays de Loudéac                    |  |
| Dany Maffeïs        | 13 décembre 1992  | France      | CC Nogent-sur-Oise                    |  |
| Théo Nonnez         | 30 novembre 1999  | France      | AC Parisis 95                         |  |
| Darragh O'Mahony    | 30 décembre 1997  | Irlande     | Waterford Racing Club                 |  |
| Clément Penven      | 27 janvier 1989   | France      | CC Nogent-sur-Oise                    |  |
| Théo Sagnier        | 29 octobre 1997   | France      | CC Nogent-sur-Oise                    |  |
| Ryan Reilly         | 16 novembre 1996  | Irlande     | AC Bisontine                          |  |
| Guillaume Thévenot  | 13 septembre 1993 | France      | CC Nogent-sur-Oise                    |  |

### Victoires
| Date | Course | Pays | Classe | Vainqueur |
| ---- | ------ | ---- | ------ | --------- |

## Coureurs passés professionnels
- Fabien Bacquet[9]
- Jocelyn Bar
- Stéphane Bergès
- Arnaud Démare
- Adrien Petit
- Flavien Dassonville
- Benoît Daeninck
- Franck Perque[9]
- Guillaume Levarlet[9]
- Renaud Pioline[9]
- Sébastien Minard[10]
- Arnaud Molmy
- Christophe Riblon[10]
- Arnaud Coyot[10]
- William Bonnet[10]
- Saïd Haddou[10]
- Brice Feillu[10]
- Romain Feillu[10]
- Yoann Offredo[11]
- Sébastien Harbonnier[11]
- Jérémie Galland
- Stéphane Bonsergent
- Stéphane Rossetto
- Quentin Jauregui
- Eddy Seigneur
- Anthony Turgis
- Théo Nonnez
- Samuel Leroux
- Julian Lino
- Damien Girard
- Jimmy Turgis
- Marc Fournier
- Louka Matthys